# Julia (песня The Beatles)
«Julia» — песня группы The Beatles с их одноимённого альбома. Была написана Джоном Ленноном в память о его матери, которая погибла в автомобильной катастрофе в 1958 году, когда Джону было 17 лет. Песня является единственной из песен «Битлз», в записи которой участвовал лишь Джон Леннон.

## История и запись песни
Песня была написана во время визита в Ришикеш в 1968 году для прохождения курса трансцендентальной медитации. Там Донован научил Джона Леннона перебирать струны гитары так, как он играл в этой песне.
«Битлз» записали демоверсию в мае 1968 года в доме Харрисона в Эшере.

## Выпуск песни
Песня была выпущена в качестве заключительной песни на второй стороне альбома The Beatles 22 ноября 1968 года. Восемь лет спустя она была выпущена на стороне «Б» сингла Ob-La-Di, Ob-La-Da. Инструментальная версия вышла на альбоме Anthology 3, в ней присутствует диалог между Ленноном и Маккартни, который наблюдал за записью из диспетчерской.

## Участники записи
- Джон Леннон — вокал, акустическая гитара

## Кавер-версии
Песню исполняли Ramsey Lewis, Bongwater, Chocolate Genius, Medeski, Scofield, Martin & Wood, Jacob Fred Jazz Odyssey, Priscilla Ahn и Шон Леннон.